# Microscopía electrónica de transmisión de alta resolución
La microscopía electrónica de transmisión de alta resolución (en inglés: High-resolution transmission electron microscopy, o HRTEM) es una técnica para obtener imagen mediante el microscopio electrónico de transmisión (TEM) que permite la formación de imágenes de la estructura cristalográfica de una muestra en una escala atómica. Debido a su alta resolución es una valiosa herramienta ampliamente utilizada para el estudio de nanoestructuras de materiales cristalinos como los semiconductores y los metales. En la actualidad, por defecto, se alcanza una resolución de 0,8 Å (0,08 nm). Para utilizar esta resolución directamente con el TEM deben utilizarse correctores para la aberración esférica. A través del desarrollo de nuevos correctores, además de la aberración esférica y la aberración cromática, a veces se puede obtener hasta una resolución de 0,5 Å (0,05  nm ). A estas escalas pequeñas se pueden obtener imágenes, de átomos individuales y defectos cristalinos. Puesto que todas las estructuras cristalinas son 3-dimensional, se puede necesitar combinar varias vistas del cristal, tomadas desde ángulos diferentes, en un mapa 3D. Esta técnica se llama cristalografía de electrones.
Una de las dificultades del HRTEM es que la formación de la imagen depende de contraste de fase y no generada por las diferencias de amplitud. No es siempre fácil interpretable como la imagen ha sido influida por las fuertes aberraciones de las lentes. Una aberración mayor es causada por el enfoque y el astigmatismo, que a menudo puede ser estimada a partir de la transformada de Fourier de la imagen HRTEM.

## Contraste de la imagen e interpretación

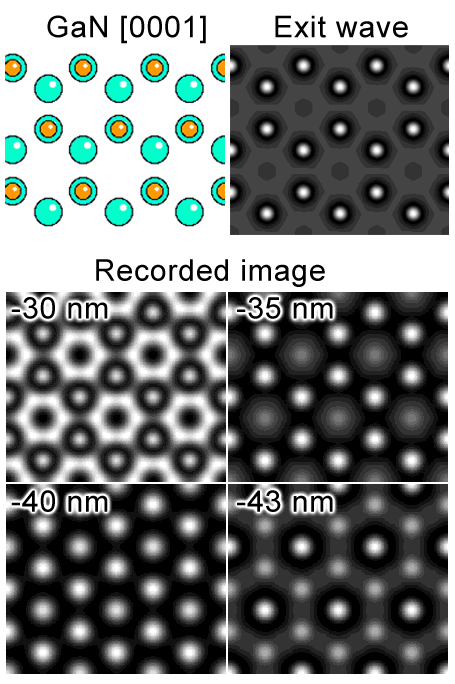
Simulación de imagen de GaN[0001] obtenida mediante HREM.

Al contrario que en la microscopía convencional, la HRTEM no utiliza amplitudes, es decir, la absorción por la muestra, para la formación de imagen. En su lugar, el contraste surge de la interferencia en el plano de la imagen de las ondas de electrones con sí mismas. Debido a nuestra incapacidad para registrar la fase de estas ondas, por lo general medir la amplitud resultante de esta interferencia, sin embargo, la fase de la onda de electrones todavía lleva la información sobre la muestra y genera contraste en la imagen, de ahí el nombre de imágenes contraste de fase. Esto, sin embargo solo es cierto si la muestra es lo suficientemente delgada para que las variaciones de amplitud solo afecten ligeramente a la imagen (la denominada aproximación débil objeto fase, en inglés weak phase object approximation, WPOA).
Todavía no se entiende completamente la interacción de las ondas de electrones con la estructura cristalográfica de la muestra, pero una idea cualitativa de la interacción se puede obtener fácilmente. Cada electrón interactúa de forma independiente con imágenes de la muestra. Por encima de la muestra, la onda de un electrón se puede aproximar a una onda plana que incide sobre la superficie de la muestra. A medida que penetra la muestra, es atraído por los potenciales positivos de los núcleos atómicos, y los canales a lo largo de las columnas de átomos de la red cristalográfica (modelo s de estado). Al mismo tiempo, la interacción entre la onda de electrones en las diferentes columnas de átomos conduce a la difracción de Bragg. La descripción exacta de la dispersión dinámica de los electrones en una muestra de que no satisfagan los WPOA (casi todas las muestras reales) sigue siendo el santo grial de la microscopía electrónica. Sin embargo, la física de la dispersión de electrones y la formación de la imagen de microscopio electrónico son suficientemente conocidos para permitir la simulación precisa de imágenes de microscopio electrónico.
Como resultado de la interacción con la muestra, la onda de salida de electrones justo debajo de la muestra φe(x,U) es una función de la coordenada espacial x y de la superposición de la onda plana y una multitud de haces difractados en el plano con diferentes frecuencias espaciales u (altas frecuencias espaciales corresponden a grandes distancias desde el eje óptico). El cambio de fase de φe(x,U) compara los picos de onda incidente con la ubicación de las columnas atómicas. La onda de salida pasará a través del sistema de imagen del microscopio donde se somete a cambio de fase adicional e interfiere como la onda de la imagen en el plano de imagen (placa fotográfica o CCD). Es importante tener en cuenta, que la imagen grabada no es una representación directa de la estructura cristalográfica de las muestras. Por ejemplo, una alta intensidad no indican necesareamente la presencia de una columna átomo en esa ubicación precisa (ver simulación). La relación entre la onda de salida y la onda de la imagen es altamente no lineal y es función de las aberraciones del microscopio. Se describe por la función de transferencia de contraste.

### Función de transferencia del contraste de fases
La función de transferencia de contraste de fases (CTF) es una función de limitación de aberturas y aberraciones en las lentes de formación de imágenes de un microscopio. Se describe su efecto en la fase de la onda de salida φe(x,U) y la propaga a la onda de la imagen. Según Williams y Carter, si suponemos que la tiene WPOA (muestra delgado) se convierte en el CTF

{\displaystyle CTF(u)=A(u)E(u)\sin(\chi (u))}

donde A(u) es la función de apertura, E(u) describe la atenuación de la onda de alta frecuencia espacial u, también llamada función envolvente. χ(u) es una función de las aberraciones del sistema óptico de electrones.
El último término, sinusoidal de la FTL determinar el signo con el que los componentes de la frecuencia u entrará en contraste en la imagen final. Si se tiene en cuenta solo la aberración esférica de tercer orden y desenfoque, χ tiene simétrica rotacional con respecto al eje óptico del microscopio y por lo tanto solo depende del módulo de u = |u|, propuesta por

{\displaystyle \chi (u)={\frac {\pi }{2}}C_{s}\lambda ^{3}u^{4}-\pi \Delta f\lambda u^{2}}

donde:
- Cs es el coeficiente de aberración esférica,
- λ es la longitud de onda de electrones,
- y Δf es el desenfoque.

En TEM el desenfoque se puede controlar fácilmente y se mide con alta precisión. Así, uno puede fácilmente alterar la forma de la CTF mediante el desenfoque de la muestra. A diferencia de las aplicaciones ópticas, el desenfoque puede en realidad aumentar la precisión y la interpretación de las micrografías.
La función de apertura se corta haces esparcidas por encima de un cierto ángulo crítico (dado por el polo del objetivo de la pieza p.e.), por lo tanto limitando la resolución alcanzable. Sin embargo, es la función envolvente E(u) que normalmente amortigua la señal de haces dispersos en ángulos altos, e impone un máximo a la frecuencia de transmisión espacial. Este máximo determina la resolución máxima alcanzable con un microscopio y se conoce como el límite de información. E(u) puede ser descrito como un producto de las envolventes individuales:

{\displaystyle E(u)=E_{s}(u)E_{c}(u)E_{d}(u)E_{v}(u)E_{D}(u),\,}

donde:
- Es(u): dispersión angular de la fuente
- Ec(u) ( u ): aberración cromática
- Ed(u): mide la desviación
- Ev(u): mide las vibraciones
- ED(u): detector

La desviación de la pieza y la vibración puede ser minimizado con relativa facilidad por un entorno de trabajo adecuada. Por lo general, la aberración esférica Cs limita la coherencia espacial y define Es(u) y la aberración cromática, junto con las inestabilidades de corriente y tensión que definen la coherencia temporal en Ec(u). Estos dos envolventes determinar el límite de información.
Si se considera que la intensidad de electrones de la sonda sigue una distribución de Gauss, la función de envoltura espacial está dada por:

{\displaystyle E_{s}(u)=\exp \left[-\left({\frac {\pi \alpha }{\lambda }}\right)^{2}\left({\frac {\delta \mathrm {X} (u)}{\delta u}}\right)^{2}\right]=\exp \left[-\left({\frac {\pi \alpha }{\lambda }}\right)^{2}(C_{s}\lambda ^{3}u^{3}+\Delta f\lambda u)^{2}\right],}

donde α es el semiángulo describir la distribución de Gauss. Evidentemente, si la aberración esférica C s fuese igual a cero, esta función envolvente sería una constante para el enfoque de Gauss. Si no, la amortiguación debido a esta función envolvente puede ser minimizada mediante la optimización de la desenfoque en el cual se registra la imagen (desenfoque de Lichte).
La función envolvente temporal se puede expresar como:

{\displaystyle E_{c}(u)=\exp \left[-{\frac {1}{2}}\left(\pi \lambda \delta \right)^{2}u^{4}\right],}

Aquí δ es el foco propaga debido a la aberración chromatical Cc:

{\displaystyle \delta =C_{c}{\sqrt {4\left({\frac {\Delta I_{\text{obj}}}{I_{\text{obj}}}}\right)^{2}+\left({\frac {\Delta E}{V_{\text{acc}}}}\right)^{2}+\left({\frac {\Delta V_{\text{acc}}}{V_{\text{acc}}}}\right)^{2}}},}

Los términos {\displaystyle \Delta I_{\text{obj}}/I_{\text{obj}}} y {\displaystyle \Delta V_{\text{acc}}/V_{\text{acc}}} representan las inestabilidades de las corrientes en la lente del objetivo y del suministro de alta tensión del cañón de electrones. {\displaystyle \Delta E/V_{\text{acc}}} es la propagación de energía de los electrones que salen del cañón.
El límite de la información de los microscopios actuales (2006) se encuentra un poco por debajo de 1 Å. El proyecto TEAM tiene como objetivo impulsar el límite de información a 0,5 Å. Para ello debe ser totalmente corregida la aberración esférica de tercer y quinto orden, así como la aberración cromática. Además, el haz de electrones será altamente monocromático y se debe estabilizar la corriente y el voltaje.

### Desenfoque óptimo en HRTEM

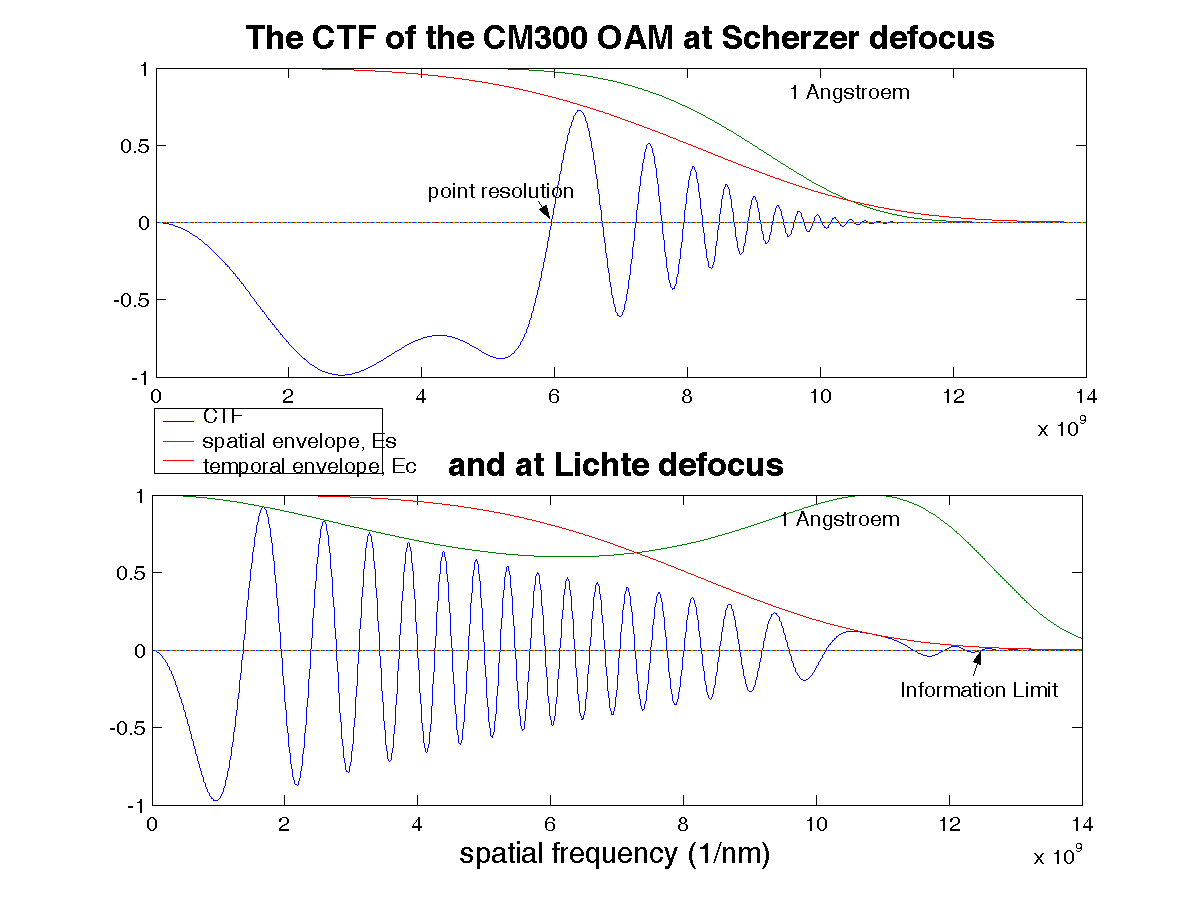
CTF of the OAM microscope

Elegir el desenfoque óptimo es crucial para aprovechar al máximo las capacidades de un microscopio de electrones en el modo de HRTEM. Sin embargo, no hay una respuesta simple sobre cual es el mejor.
En el enfoque de Gauss uno establece el desenfoque a cero, la muestra está en foco. Como una consecuencia de contraste en el plano de la imagen obtiene sus componentes de imagen de la zona de mínima de la muestra, el contraste se localiza (sin desenfoque y la superposición de información de otras partes de la muestra). El CTF se convierte ahora en una función que oscila rápidamente conCsu4. Lo que esto significa es que para ciertos haces difractados con una frecuencia espacial dada u la contribución al contraste de la imagen grabada se invierte, por lo tanto hace difícil la interpretación de la imagen.

#### Desenfoque de Scherzer
El desenfoque de Scherzer, trata de contrarrestar el término en u4 con un término parabólico Δfu2 de χ(u). Así, al elegir el correcto valor de desenfoque Δf un aplana χ ( u ) y crea una banda ancha en frecuencias espaciales bajas u se transfieren a la intensidad de la imagen con una fase similar. En 1949, Scherzer encontró que el desenfoque óptima depende de las propiedades de microscopio como la aberración esférica Cs y el voltaje de aceleración (a través de λ) de la siguiente manera:

{\displaystyle \Delta f_{\text{Scherzer}}=-1.2{\sqrt {C_{s}\lambda }}\,}

donde el factor de 1.2 define el Scherzer extendida desenfoque. Para el CM300 en NCEM,Cs = 0,6 mm y un voltaje de aceleración de 300keV (λ= 1,97 pm) (cálculo de longitud de onda) se traducen en ΔfScherzer = -41.25 nm.
La resolución de punto de un microscopio se define como las frecuencias espaciales u RES donde el CTF cruza la abscisa por primera vez. En Scherzer desenfoque este valor se maximiza:

{\displaystyle u_{\text{res}}({\text{Scherzer}})=0.6\lambda ^{3/4}C_{s}^{1/4},}

que corresponde a 6.1 nm−1 en el CM300. Contribuciones con una frecuencia espacial más alta que la resolución del punto puede ser filtrada con una abertura adecuada que conduce a las imágenes fácilmente interpretables a costa de una gran cantidad de información perdida.

#### Desenfoque de Gabor
El desenfoque de Gabor se utiliza en holografía de electrones donde se registran tanto en amplitud y fase de la onda de la imagen. Uno así quiere minimizar la diafonía entre los dos. El desenfoque Gabor se puede expresar como una función de desenfoque de Scherzer como:
{\displaystyle \Delta f_{\text{Gabor}}=0.56\Delta f_{\text{Scherzer}}}

#### Desenfoque de Lichte
Para aprovechar todas los haces de transmisión a través del microscopio hasta el límite de información, uno se basa en un método complejo llamado reconstrucción de la onda de salida que consiste en matemáticamente revertir el efecto de la CTF para recuperar la onda original salida φe(x,u). Para maximizar el rendimiento de la información, Hannes Lichte propuso en 1991 un desenfoque de una naturaleza fundamentalmente diferente al desenfoque de Scherzer: debido a la amortiguación de las función envolventes con la primera derivada de χ(u), Lichte propuso un enfoque que minimiza el módulo de dχ(u)/du:

{\displaystyle \Delta f_{\text{Lichte}}=-0.75C_{s}(u_{\max }\lambda )^{2},}

donde umax es la máxima frecuencia de transmisión espacial. Para el CM300, con un límite de información de 0,8 Å el desenfoque de Lichte se encuentra a −272 nm.

## Reconstrucción de la onda de salida

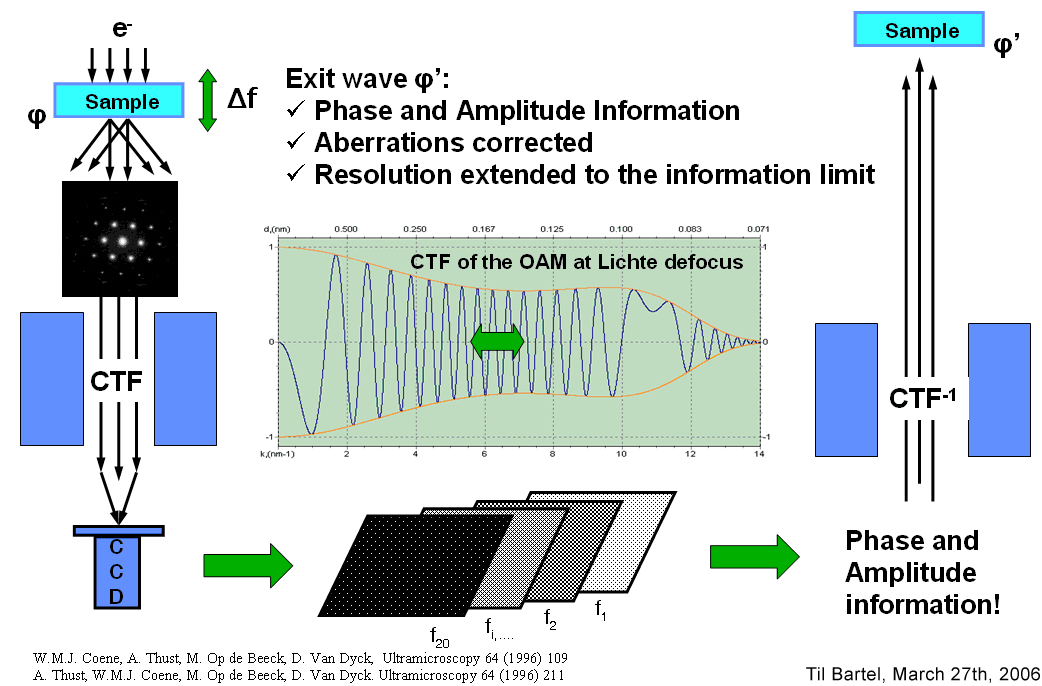
Reconstrucción de la onda de salida mediante series focales

Para calcular de nuevo a φe(x,U) de la onda en el plano de la imagen se propaga atrás numéricamente a la muestra. Si todas las propiedades del microscopio son bien conocidos, es posible recuperar la onda de salida real con una precisión muy alta.
Primero, sin embargo, debe medirse tanto la fase como la amplitud de la onda de electrones en el plano de la imagen. A medida que nuestros instrumentos solo grabar las amplitudes, tiene que utilizarse un método alternativo para recuperar la fase. Hay dos métodos en uso hoy en día:
- Holografía, desarrollado por Gabor expresamente para aplicaciones TEM, utiliza un prisma para dividir el haz, en un haz de referencia y un segundo que pasa a través de la muestra. Los cambios de fase entre los dos se traducen en pequeños desplazamientos de la figura de interferencia, que permite la recuperación tanto de fase y amplitud de la onda de interferencia.
- A través de método serie focal se aprovecha del hecho de que el CTF es centrarse dependiente. Una serie de imágenes sobre 20 es disparado bajo las condiciones de formación de imágenes mismas con la excepción del foco que se incrementa entre cada toma. Junto con el conocimiento exacto de la CTF de la serie permite que para el cálculo de φe(x,U) (ver figura).

Ambos métodos extiende la resolución del microscopio al punto del límite de información, que es la resolución más alta posible alcanzable en una máquina dada. El valor ideal de desenfoque para este tipo de formación de imágenes se conoce como desenfoque Lichte y es generalmente de varios cientos de nanómetros negativo.